# Kultura Združenih držav Amerike
Kultura Združenih držav Amerike so medsebojno vplivani običaji, obnašanje in načini življenja v Združenih državah. Te sestavine se izražajo v mnogih oblikah, med drugim obredi, jezik, izobraževanje, hrana in obleka ter umetnost.
Kultura v splošnem pomeni sistem norm in vrednot, priučenih skozi socializacijski proces, ki se izražajo tako v duhovni in materialni stvarnosti. To velja tudi za kulturo Združenih držav, ki je zaradi svojih mnogih izvorov v vseh kulturnih okoljih sveta osnovana na zelo različnih socializacijskih procesih in posledično na razlikujočih se kulturnih izrazih: razlike med ortodoksno judovsko skupnostjo v New Yorku, okoljem kitajskih četrti (angleško Chinatown) po velikih mestih in modernih centrih s stanovanji agnostičnih mladih profesionalcev (angleško yuppie) so le majhen vzorec. Ta multikulturalizem pa se meša z učinkom talilnega lonca (angleško melting pot), ki staplja kulturna ozadja priseljencev z vseh koncev sveta v eno novo kulturo in je značilnost Združenih držav. Omenjeni talilni lonec briše meje med različnimi kulturnimi skupinami in uveljavlja nekatere skupne vrednote – na prvem mestu izhajajoče iz dominantne zahodne kulture.
Osrednji gradnik kulture so bili britanski vplivi pred stvaritvijo samostojne države, v kolonialni dobi. Britanci so v svoje ameriške kolonije namreč uvozili svoj jezik, pravni sistem in mnoge druge kulturne sestavine. Drugi pomembni vplivi so prišli kasneje, tudi iz držav neangleških imigrantov: še zlasti Irska, Nemčija, Poljska in Italija. Manjši, a zaradi številčnosti prišlekov pomemben del je prispevala kultura zahodne Afrike. Zgodovinsko svojevrsten kulturni pomen nosijo tudi sestavine, uvožene vkup s priseljenci iz vzhodne Azije. Zlasti v zadnjem času pa kulturne vzorce spreminjajo priseljenci iz Latinske Amerike. Ameriška kultura je posledično heterogena in stvar velikih razlik med regijami ter družbenimi skupinami.

## Kulturna tradicija in dejavniki
Kultura v Združenih državah Amerike naj bi bila v svojih načelih močno zaznamovana s privrženostjo demokraciji in enakosti državljanov pred zakonom. Tovrstne ideje o demokraciji so spremljale že ameriške pionirje v zgodnjih kolonijah in se stopnjevale do mere, ki je povzročila revolucijo in ustanovitev suverene države, utemeljene na ustavi in njenih amandmajih Bill of Rights. Francoski politološki pisec Alexis de Tocqueville je bil v svojih zapisih s potovanja po ZDA v 30. letih 19. stoletja impresioniran nad dejstvom, da Američani v vseh svojih kulturnih potezah poudarjajo običajne in lahko dostopne elemente, ne pa unikatnih in ekskluzivnih, kakršni so navdihovali kulturo starega zahodnega sveta. Nič manj kot pred poldrugim stoletjem tamkajšnja kultura tudi danes poudarja navadnega človeka in ne visokih umetnikov, kulturo in umetnost pa prepušča navdihom, izvirajočim med ljudmi in ne »nad njimi«. Ravno ta preprostost nazorov, razmišljanja in delovanja žene družbeni razvoj, prav tako pa je osrednji vir priljubljenosti ameriške kulture po svetu – ta je izvažana po vseh drugih svetovnih kulturnih okoljih, in sicer za razliko od nekoč, ko so kulturo (starega sveta) uvažali Američani.

### Kulturne korenine
Danes so Združene države znane po oranju ledine in določanju smeri na svetovnem kulturnem prizorišču. Vendar temu ni bilo tako tudi v preteklosti, ko je bilo kolonialno okolje obravnavano kot kulturno provincialen svet. Pa tudi umetniški ustvarjalci Amerike so iskali navdih v evropski umetnosti.
Ameriška kultura v obliki umetnosti se je počasi osamosvajala skozi 19. stoletje. Tamkajšnji umetniki so za razliko od evropske umetnosti in njenih socialnih tematik svoje motive iskali v naravi in prepričanju o poklicanosti za osvajanje nove celine. Ameriški duh je bil tudi bolj individualističen, prepuščen sam sebi in zato samostojen ter povezan z naravo, ki mu je nudila vsa za preživetje potrebna sredstva. Zato in zaradi dejstva, da so velik del priseljencev sestavljali ljudje, prihajajoči iz prostorsko natrpanega sveta s slabo dostopno zemljo, je imela narava v ameriški miselnosti velik pomen. Iz te povezanosti z naravo, ki je sicer bila še zlasti po industrijski revoluciji in je še vedno materialno do obisti izkoriščana, je izšla tudi zgodnja ekološka zavest, botrujoča ustanovitvi prvega narodnega parka na svetu Yellowstone. A velika večina osamosvajajoče se ameriške kulture skorajda nikoli ni prešla meja Združenih držav.
Kasneje ob masovnih imigracijah neangleških priseljencev se je kot pomemben kulturni motiv uveljavila tudi socialna raznolikost in z njo povezane teme: revščina, asimilacija in urbano življenje. Za umetniško plodne so se poleg že ustaljenih Angležev izkazali tudi Nemci, Irci, Judi in Skandinavci. Široko viden primer razvoja afroameriške kulture pa je bila Harlemska renesansa v dvajsetih in tridesetih letih 20. stoletja. Isto obdobje je znano tudi po vzniku jazza in bluesa.

### Masovni mediji in potrošništvo
Z uvedbo medijev v dnevno stvarnost kultura ni bila več na voljo le bolj ali manj premožnim urbanim prebivalcem, ki so si predstave ali koncerte lahko ogledali na licu mesta, pač pa se je s pomočjo gramofona, kamere in nekoliko kasneje radio učinkovito prenesla prek celotne dežele. Zaradi dosegljivosti širokim množicam je pričelo takšno širjenje kulture homogenizirati okuse ljudi in s tem nacionalno kulturo. Ker so masovni mediji stremeli k sprejemljivosti za čim širšo množico okusov, so imeli temu primerno ljudski nivo in s tem po mnenju nekaterih zniževali splošno raven ameriške kulture.
Zaradi tovrstnih tehnoloških sprememb se je mednarodni tok kulture počasi zasukal v obratno smer: Združene države so skozi 20. stoletje bolj in bolj zmanjševale uvoz tuje kulture in še bolj povečevale izvoz svoje kulture, kar je sprva občutila Zahodna Evropa, kasneje pa celoten svet. V omenjenem stoletju je svet tako z velikim navdušenjem med ostalim sprejel džins, kratke majice, ameriško glasbo, televizijo in filme – popularno kulturo ZDA.
Popularna kultura je z nepogrešljivo pomočjo medijev spodbudila rojstvo potrošništva, tj. stalnega pridobivanja vedno večjega nabora dobrin in uslug. Ameriški način življenja je danes značilno povezan z materialnim obiljem. Ko oglaševanje umetno spodbuja željo po trošenju, ljudje dobrobit čedalje bolj navezujejo na obilico materialne lastnine, ki je mnogokrat bolj pomembna od osebnih dosežkov ali morda profesionalnega uspeha. Mediji takšne psihološke povezave ustvarjajo s poveličevanjem znanih in uspešnih igralcev, športnikov ali glasbenih zvezd. Več mislecev takšno prevladujočo družbeno miselnost označuje kot lažno lahkotnost: kultura potrošništva naj bi namreč povzročala vrtoglav krog želja po novem in še večjem, kar naj bi uničevalo stare vrednote osebnega okusa in zmerne ekonomije, a so zagovorniki takšne kulture prepričani, da ima ta pozitivne učinke zaradi omogočanja lagodnejšega življenja in podpihovanja gospodarske rasti in z njo vred tudi večajočega se števila delovnih mest za povečujoče se število prebivalstva. Za kulturo potrošništva so zlasti dovzetni mladi drugod po svetu.

## Kulturne sestavine

### Prazniki
Zaradi razvejanih kulturnih korenin Američani praznujejo množico različnih praznikov. Nekateri so tipični za matične kulture ali pa so derivat tamkajšnjih praznikov, medtem ko so drugi značilnost Združenih držav. Množica praznikov je danes postavljena na začetek tedna in tako bolj kot obeleževanju služi podaljšanemu vikendu. Sicer pa v Združenih državah ni nikakršnega praznika, ki bi ga lahko določile oblast in bi veljal za vse državljane, saj lahko dela prost dan razglasi le za uslužbence javne uprave, medtem ko je to vprašanje na področju privatnega prepuščeno zasebnemu sektorju samemu.
ZDA kot načelno sekularna družba uradno ne praznujejo verskih praznikov, izjema je božič. Ta pa je še posebno od 19. stoletja dalje, ko se je pričela tradicija krašenja in obdarovanja, obsežno obdobje praznovanja in potrošništva. Ker božič ni verski praznik vseh religij v državi in ker je to blagodejno za gospodarstvo, se je božični čas v marsikaterem pogledu raztegnil do novembrskega zahvalnega dne in tako postal velik praznični konglomerat, ki vase vključuje hanuka oziroma judovski praznik luči in velik afriški praznik Kwanzaa.
Zahvalni dan je najbolj pristen ameriški praznik. Svoj verski pomen je izgubil že davno tega, danes obeležuje obilnost hrane in toplino družinskega življenja v Ameriki, in sicer v povezavi s stiskami najbolj zgodnjih priseljencev v kolonijah Nove Anglije. Tradicionalno je za namen družinskega obeda pripravljen puran in druge jedi, značilne za zgodnjekolonialno Novo Anglijo.
Tudi noč čarovnic je imela svojčas versko ozadje, danes pa je komercialno blagodejen praznik čarovnic, duhov in škratov. Tradicija narekuje krašenje z izdolbljenimi bučami.
Najpomembnejši od političnih praznikov je dan neodvisnosti, ki obeležuje ameriško Deklaracijo neodvisnosti oziroma osamosvojitev države od Združnega kraljestva. Zanj so značilni ognjemeti, patriotska glasba, izobešanje zastav (včasih s prvotnimi 13 zvezdicami) in pikniki.
Vsi drugi prazniki so skozi čas zbledeli in v ameriški kulturi ne uživajo tako velikega pomena, pač pa bolj služijo podaljševanju vikendov. Kolumbov dan je tako postavljen na drugi ponedeljek v oktobru, določen pa je v spomin pristanku Kolumba v Ameriki leta 1492. V zadnjem času in v duhu enakopravnosti med družbenimi skupinami je nekoliko kontroverzen, saj je prihod belcev v Ameriko za staroselce in Afričane pomenil katastrofo. Dan spomina je bil sprva posvečen žrtvam ameriške državljanske vojne in bil nato razširjen v spomin žrtvam vseh ameriških vojn. Dan veteranov se praznuje v znak čaščenja veteranov oboroženih sil ZDA. Dan rojstva prvega predsednika Washingtona je bil s fiksnega datuma premaknjen na ponedeljek in tako združuje še počastitev bližnjega rojstnega dne Abrahama Lincolna. Dan Martina Lutherja Kinga je namenjen spominu na umorjenega borca za človekove pravice in je kot praznik simbol sicer počasnega vključevanja marginaliziranih skupin v ameriško družbo v drugi polovici minulega stoletja.

### Bivanjske navade
Ameriško kulturo močno zaznamuje širno ozemlje, katerega prostranosti niso utesnjevale zemlje željnih priseljencev. Ti so zlahka prišli do svoje zemlje, zaradi česar je bila pozabljena marsikatera evropska navada ali vrednota, tako za primer primogenitura. Zaradi velike razprostranjenosti naselbin in izoliranosti njih so se pojavile tudi mnoge priložnosti za vznik novih kulturnih vzorcev, kakršni so nove verske sekte idr. Ti dejavniki so globoko v kulturo ukoreninili vrednoto posedovanja zemlje in zasebnosti, ki se je razvila v povezavi z razprostranjenimi kmetijami na zahodu v tistem obdobju še neosvojene dežele.
Tramvaji (v 30. letih 19. stoletja) in kasneje avtomobili so omobočili neprimerno večjo mobilnost po mestu in njegovi okolici, zato so se ljudje pričeli seliti na manj obremenjene robove mest. Takšni trendi so bili značilni predvsem za čas po drugi svetovni vojni, ko so množine vojnih veteranov prišle do ugodnih posojil in bile sposobne masovnih nakupov hiš v predmestjih. Ta predmestja (angleško suburb) so sestavljena iz števila identično načrtovanih hiš, ki so montažne in poceni. So pomembna kulturna značilnost Združenih držav, z njimi vred pa tudi odvisnost od avtomobilov in sistema hitrih cest. Zaradi gospodarskih računic je bilo smotrno neposredno k ljudem preseliti tudi trgovine, zato so izven mestnih jeder, v predmestnih soseskah zrasla zajetna nakupovalna središča, ki združujejo množico velikih trgovin in nosijo funkcijo socialnega okolja za nakupovanje, druženje in zabavo.
Kulturni centri pa svoj prostor še vedno najdejo v jedrih mest, kjer je najti tudi raznolike dražje trgovine in restavracije. Tudi mladi profesionalci brez družin so naseljeni v dragih obnovljenih stolpnicah centrov velemest.
Na drugi strani je v neobnovljenih soseskah mestnih jeder moč najti veliko število revnih prebivalcev, ki s pomočjo različnih javnih stanovanjskih programov živijo v neurejenih komunalnih in socialnih razmerah.

### Kuhinja
Neusahljiva količina obdelovalne zemlje je Američanom omogočala pridelavo hrane, kar je narod – z izjemo prvih let kolonij – obvarovalo malone vsakršne lakote. Sicer je klasična ameriška prehrana preprosta in hitra, znana tudi kot nezdrava. Razmišljanja o zdravi hrani in problemu debelosti so se počasi pojavila šele v teku 20. stoletja. Vseenole je pestra kulturna tradicija ameriške nacije izvor mnogih različnih jedi, ki jih je poleg prevladujoče preproste kuhinje mogoče opaziti v Združenih državah.
ZDA so tradicionalno pomembna mednarodna žitnica. Vedno zadostne količine hrane so prepričale tudi velik del priseljencev v migracijo ravno zaradi lakote v matičnem okolju.
Standardna ameriška kuhinja vsebuje tradicionalne evropske jedi, kakršne so pšenica, mlečni izdelki, svinjina, govedina in perutnina, omenjene sestavine pa kombinira z jedmi, izvirajočimi iz novega sveta: krompir, koruza, polenovka, sladkorni sirup, buče, sladek krompir in arašidi. V smislu vsakdanje hrane pa obstajajo tudi velike regionalne razlike, južne države namreč čutijo močan vpliv pikantne mehiške kuhinje, obmorske države svoj tipični jedilnik sestavljajo iz rib itd.
Japonci in Italijani so v ameriško kuhinjo uvedli širok izbor sveže zelenjave. Italijanskega in nemškega izvora so še dovršene metode pridelave alkoholnih pijač, na prvih mestih vina in piva, kar je bila okusna nadgradnja prej poznanemu moštu in koruznemu viskiju. Nemški priseljenci so s seboj prinesli tudi recept za izdelavo klobase (nemško Wurst), ki je v obliki hot doga postal značilno ameriška jed. Američani so posvojili tudi italijanske špagete in pico ter ju priredili v ameriške različice.
V zgodnjem 20. stoletju, v dobi ameriškega progresivizma, se je hrana pričela zdravstveno nadzorovati in priročno pakirati. Slednje je sprva doletelo kruh in piškote, do sredine stoletja pa so v konzervah in drugih pakiranih oblikah končale juhe, rezanci, predelane žitarice za zajtrk, meso in zamrznjena zelenjava, instant pudingi in ostalo. Takšno predelavo in posredovanje hrane, pa tudi neomejeno uporabo umetnih gnojil in pesticidov, so si ZDA štele v ponos. Značilnost ameriške kuhinje sta tako postali omlednost in sterilnost, ko sta nepogrešljiv del značilne ameriške kuhinje postala tudi hladilnik in mikrovalovna pečica, pa tam ni bilo več prostora za počasno in marsikdaj bolj kvalitetno pripravo hrane za družinske obroke. Vse to je prineslo tudi negativne posledice: prekomerno maso je v 70. letih trpelo 25 odstotkov Američanov, v zadnjem desetletju minulega stoletja pa 35 %.
Ker je bila enostavnost in priročnost poudarjena takisto pri ameriški hrani in prehrani, sta tudi ti postali priljubljen predmet uvoza v tujih državah. Franšize verig hitre prehrane s hamburgerji in drugimi značilnimi jedmi so v 60. in 70. letih 20. stoletja postali eden najpomembnejših izvoznih artiklov in so svoje mesto našle celo v komunistični LR Kitajski in ZSSR.
Odnos do prehranjevanja se je pričel nekoliko spreminjati šele nedavno, ko je počasi, neindustrijsko in kvalitetno pripravljena hrana zopet pridobila na ugledu. Ena danes bolj uveljavljenih kuhinj je moderna kalifornijska kuhinja, znana po svežih sestavinah in mešanju različnih kulinaričnih elementov z več koncev sveta. Danes je v Združenih državah mogoče srečati tudi več vegetarijancev in ljubiteljev bolj ekološko pridelane hrane ter nasprotnikov gensko spremenjenih organizmov.
Tako kot druge ameriške kulturne sestavine je tudi ameriške kuhinja kontradiktorna: na eni strani zaradi pestrosti priseljencev uživa kvalitete mnogih svetovnih kuhinj, na drugi strani pa je široko priljubljeno in prakticirano uživanje kulturno in prehrambeno nepolnovredne hrane v restavracijah s hitro prehrano.

### Oblačenje
V Združenih državah ni mogoče najti obleke ali celo narodne noše z veljavno tradicijo. Svoja značilna oblačila premorejo edinole indijanci, od katerih so zgodnji priseljenci prevzeli nekaj lastnosti, tako uporabo mokasinov in oblek iz kož.
Prebivalci ZDA so vedno prisegali na preprosto in udobno ter namenu primerno obleko. Takšna miselnost odločilno vpliva celo na tamkajšnjo modo, ki se ravna in navdihuje po tistem, kar je moderno med ljudmi na ulici, tu pa se zopet izrazito razhaja z evropsko kulturo oziroma modo v njenem okviru. V takšnem duhu lahko postanejo sprva vseameriško in zatem vsesvetovno moderna oblačila revnih črncev iz getov. Še ena posledica in pokazatelj je tudi t. i. »casual Friday«, ki pomeni načelo nošenja običajnih oblačil ob petkih v mnogih podjetjih.
Daleč najbolj značilen kos ameriške mode oblačenja je modri džins. Tega sta osnovala krojač Jacob Davis in podjetnik Levi Strauss leta 1873 in hlače iz tega materiala oglaševala kot vzdržljivo oblačilo za rudarje. V poznem 19. in 20. stoletju so se hlače iz džinsa razširile med mnoge skupine in postale značilnost kavbojev, kmetov, drvarjev in drugih težkih ročnih delavcev. Splošno popularne so postale v drugi polovici 20. stoletja, ko je bilo v njih na kinematografskih platnih opaziti Marlona Branda in James Deana. Kavbojke Levi's so tako postale pomemben zaščitni znak mladinske protivojne subkulture in se iz ZDA razširile dalje po svetu, kljub svojemu delavskemu izvoru so se odlikovale kot svetovna moda. Tudi ameriška visoka moda, ki jo krojita za primer tvrdki Calvin Klein in Ralph Lauren, temelji na elementih neformalnosti.

### Šport
Šport v Združenih državah je zajetna gospodarska panoga, zraven tega pa ima tudi pomembno družabno vlogo: s pomočjo športa množice Američanov skušajo vzdrževati zdravje in čilost, prek njega pa je mnogokrat mogoča identifikacija z masovno kulturo. Praktično vse športne aktivnosti v državi imajo zasebno finančno podporo, oblasti financirajo le nekatere odnosno skromne elemente, za primer državne parke, ki so med drugim namenjeni tudi rekreaciji.
V Severni Ameriki so že indijanci igrali lakros in hokej na travi, kasneje pa je bilo kegljanje priljubljen šport nizozemskih kolonialcev. Organizirani športi pa so svoj razvoj učakali šele proti koncu 19. stoletja, ko je delo zahtevalo vse manj fizičnih naporov, šole so pričele poudarjati usklajen psihofizični razvoj, cerkev pa ni imela več moči, s katero bi vernike odklanjala od fizičnih užitkov, ki jih nudi šport. Življenja so s časom postala hitra in prostorsko omejena, zato je šport postal pomemben vir sprostitve. Kolesarjenje, tenis in golf so bili le premožnejšim prebivalcem omogočeni športi, medtem ko sta bila med ljudstvom zelo priljubljena bejzbol in zgodnja različica košarke.
Bejzbol je postal popularen v sredini 19. stoletja prek celotnih takratnih ZDA. Njegovi prvi klubi so bili ustanovljeni v prvi polovici naslednjega stoletja. Zaradi priljubljenosti med ljudmi so ga imigranti radi uporabljali za vključevanje v ameriško družbo.
Ameriški nogomet je doživel razcvet na ameriških univerzah v zadnji polovici 19. stoletja. Univerzitetna moštva so se povezovala med seboj in prirejala tekmovanja, kasneje pa je igra postala več kot univerzitetni šport in na koncu prešla v roke nacionalne organizacije National Football League (NFL).
Vlogo nacionalnega športa nosi tudi košarka. Za organizacijo tekmovanj in njen siceršnji razvoj skrbi National Collegiate Athletic Association (NCAA), najbolj znana in spoštovana košarkarska liga pa je National Basketball Association (NBA). Košarka je tudi priljubljen ulični šport.
Hokej na ledu se je razvil kot amaterski šport severovzhodnega dela države, prva profesionalna ekipa pa je bila osnovana leta 1924 v Bostonu. Krovna organizacija današnjega dobro razvitega hokeja je National Hockey League (NHL).
Televizija je revolucijo sprožila tudi na področju športa. Milijonom gledalcev je namreč omogočila spremljanje športnih dogodkov pred televizijskimi sprejemniki, kar je imelo več učinkov, med drugim je nekatere športnike peljalo na pota slave (le eden izmed njih je košarkar Michael Jordan).
Takisto mnogo je tudi individualnih športov. Ti so sredstvo sprostitve in graditve oblikovanega telesa, ki ga poudarja predvsem hollywoodska filmska industrija, za veliko število Američanov. Ti za športne aktivnosti namenijo tudi velike vsote denarja.
Z družbeno-funkcionalnega vidika se je skozi čas na področju športa najbolj spremenila vključenost družbenih skupin: danes so vanj vključene tudi mnoge prej marginalizirane skupine. Leta 1920 so črnci zaradi nezastopanosti v športnih organizacijah in na tekmovanjih ustanovili Negro National League, s katero so promovirali vključevanje afroameričanov v šport in dalje v družbeno življenje. Na športnem prizorišču so v sodobnosti bolj enakovredno zastopane tudi ženske.

## Izobraževanje
Za izobraževanje naroda v glavnem skrbi šolski sistem ZDA. Je zelo razvejan in obsežen, saj premore obširen seznam organizacij od šol za najmlajše oziroma na povsem osnovni ravni prek visokih šol do izobraževalnih ustanov za odrasle in upokojence. Zvezna vlada ima malo povezav z izobraževalnim sistemo in ga za razliko od drugih razvitih država tudi ne financira, šolski sistem do neke mere namreč organizirajo zvezne države, najbolj ugledne šole pa so zasebne. Zato ne preseneča dejstvo, da pri dostopnosti znanja obstajajo velike družbene razlike.
Šolstvo povzroča izjemno visoke stroške, h katerim posebno velik delež pripomorejo visoke šole s svojo raziskovalno dejavnostjo. Za elitne šole so vstopnine visoke, a niti zdaleč ne pokrivajo vseh obratovalnih stroškov, zato imajo v financiranju pomemben delež različni skladi. Zvezna oblast v finančni program ne prispeva skoraj nič, a je v 19. stoletju zagotovila zemljo za visokošolske ustanove, izmed katerih je danes najti nekatere izmed najboljših javnih šol. Nekaj več denarja za šolstvo je iz zveznega proračuna prišlo po drugi svetovni vojni, ko so oblasti po uspešnih vojnih zmagah na tehnološki osnovi (projekt Manhattan) uvidele smotrnost znanstvenega razvoja. Zveznih financ na področju šolanja so bili deležni tudi veterani druge svetovne vojne.

### Zgodovina
Do tridesetih let 19. stoletja so ameriški otroci obiskovali kvečjemu neredne zasebne in dobrodelne šole. Institucionaliziran razvoj se je nato pričel z javnim financiranjem osnovnega šolanja na Ameriškem severovzhodu in Srednjem vzhodu, kjer so šolarji prejeli osnovne veščine pismenosti in državljanske zavesti. Po državljanski vojni so se ti programi razširili po celotnih Združenih državah. V zadnjih dveh desetletjih tistega stoletja je potekala postopna širitev programa in višanje števila let obvezne udeležbe, redno se je šolalo več in več otrok. Na ta način naj bi bila bolj uspešna tudi naturalizacij množic imigrantskih otrok.
V 20. stoletju je izobrazba zaradi kompleksnosti razvite industrijske družbe pridobila izjemen pomen. Ponekod so se pojavili zakoni, ki so zapovedovali šolanje do prebivalčevega 16. leta. Ob koncu 20. stoletja je bila visoka izobrazba skoraj obvezna za dobro situiranost, razlike v plačah med srednje in visoko izobraženimi kadri so namreč razsežne.
Skozi drugo polovico 20. stoletja se je močno povečeval vpis na visokošolske institucije. To je pomenilo znatno višje stroške izobraževanja in podaljševanje odvisnosti otrok od staršev ter časovni zamik prve zaposlitve, poroke in otrok.
Danes je visoko izobrazbo moč doseči na številu ustanov:
- drage zasebne univerze z dolgo tradicijo na vzhodni obali
- manj drage in lažje vpisljive državne univerze
- državne tehnične visoke šole
- majhne zasebne visoke šole
- visoke šole verskih ustanov
- javne lokalne šole z dveletnimi programi

### Osnovno in srednje šolstvo
Osnovno in srednje izobraževanje v Združenih državah je razdeljeno na 12 letnikov in označeno kot K-12 (angleško Kindergarten-12th Grade). Ti letniki so razdeljeni med tri ravni šol, še največkrat prvih 5 razredov pripade osnovni šoli (angleško elementary school), nadaljnji trije nižji srednji šoli (angleško middle school) in zadnji štirje višji srednji šoli (angleško high school).
Osnovnošolski sistem ZDA se je venomer spopadal z vprašanjem kulturne asimilacije imigrantov. Stalno se je namreč moral prilagajati novim priseljenskim kulturnim vzorcem in načrtoval načine ter mero asimilacije prek šole. Ravno tako iz tega sklopa je tudi danes zelo pomembno vprašanje učnega jezika. Uveljavilo se je dvojezično učenje, pa tudi več kritik tega. Tako je Kalifornija 1998. leta sprejela zakon, po katerem morajo otroci že kmalu pričeti s poslušanjem lekcij v angleščini in se udeleževati največ leta dni dvojezičnega izobraževanja.
Osnovno šolstvo ima tudi problem nizke učinkovitosti, vrstniki v drugih državah razvitega sveta namreč v izobrazbi nadvladajo ameriške učence.

### Visoko šolstvo
Težava visokošolskega sistema v Združenih državah je majhna stopnja vključenosti tradicionalno diskriminiranih družbenih skupin v izobraževalni sistem. Temnopolti so se namreč pričeli vpisovati na »belske« visoke šole šele v drugi polovici 20. stoletja, medtem ko so od 19. stoletja dalje premogli svoje visoke šole. Visoke šole pa so zavračale tudi nekatere druge skupine ljudi: ko se je v ZDA ob začetku minulega stoletja priselilo mnogo Judov in pripadnikov narodov Vzhodne Evrope, je več visokih šol za omenjene imigrante pri vpisu uvedlo kvote.
Še vedno se postavlja vprašanje enakosti pri vpisovanju na visoke šole, izvirajoče s področja financ. Vse te neenakosti so oblasti želele omiliti s politiko afirmativne akcije (angleško affirmative action), ki pri izbiri študentov upošteva finančne zmožnosti in druge pogoje deprivilegiranih družbenih skupin. V praksi je to pomenilo podeljevanje dodatnih možnosti ali omiljenih pogojev za vpis Afroameričanom, pa tudi finančna pomoč. Danes na tem področju poteka javna razprava, saj naj bi po mnenju nekaterih šlo v tem primeru za povratno diskriminacijo.
Privlačnost visokih šol nekoliko omejuje tudi rast vpisnin in striženje vladnih subvencij za znanstveno raziskovanje, kar pomeni manj delovnih mest za najvišje izobražene kadre.